# Lamprocryptus thoracalis
Lamprocryptus thoracalis är en stekelart som beskrevs av Otto Schmiedeknecht 1908. Lamprocryptus thoracalis ingår i släktet Lamprocryptus och familjen brokparasitsteklar. Inga underarter finns listade i Catalogue of Life.